# Akodéha
Akodéha ist ein Arrondissement im Departement Mono im westafrikanischen Staat Benin. Es ist eine Verwaltungseinheit, die der Gerichtsbarkeit der Kommune Comé untersteht.

## Demografie und Verwaltung
Gemäß der Volkszählung 2013 des beninischen Statistikamtes INSAE hatte das Arrondissement 12894 Einwohner, davon waren 6464 männlich und 6430 weiblich.
Von den 51 Dörfern und Quartieren der Kommune Comé entfallen neun auf Akodéha:
1. Aclomè
2. Bowé-Gbédji
3. Dégouè
4. Gboguinhoué
5. Kpodji
6. Mèdémahoué
7. Mongnonhoui
8. Tokan
9. Tossouhon